# Once Upon a Time in Shaolin
Once Upon a Time in Shaolin je studiové album americké hiphopové skupiny Wu-Tang Clan. Jeho vydání bylo limitováno na jeden kus, vydražený v roce 2015. Nahrávka vznikala v utajení po dobu pěti let. Jeho producenty byli RZA a Cilvaringz. Dvojitý kompaktní disk byl vylisován v roce 2014 a následně zachován v trezoru v hotelu Royal Mansour v Marrákeši. Roku 2015 proběhla dražba desky v internetové aukční síni Paddle8. Nejvyšší nabídku ve výši dvou milionů amerických dolarů dal podnikatel Martin Shkreli. Podmínkou koupě bylo, že album nesmí být komerčně šířeno až do roku 2103, avšak může být uvedeno zdarma. Části dvou písní a intro Shkreli zveřejnil poté, co byl Donald Trump zvolen prezidentem Spojených států amerických. Roku 2017 proběhl živý přenos alba na YouTube. Později toho roku jej Shkreli dal do aukce na serveru eBay. Album se vydražilo za 1 025 100 amerických dolarů. V té době se rovněž začala šířit informace, že by nemuselo jít o album skupiny Wu-Tang Clan. V únoru 2016 zažaloval výtvarník Jason Koza tvůrce alba za nepovolené použití jeho díla na obalu alba.